# Manly Banister
Manly Miles Banister (geboren am 9. März 1914 in McCormick, Washington; gestorben am 8. Juni 1986 in Portland, Oregon) war ein US-amerikanischer Science-Fiction-Autor und Fanzine-Herausgeber.

## Leben
Banister arbeitete hauptsächlich als Journalist und Autor für verschiedene Rundfunkstationen, gelegentlich auch als Werbetexter. Während des Zweiten Weltkriegs diente er in der US-Marine. Seine erste Veröffentlichung im Bereich der phantastischen Literatur war die Kurzgeschichte Satan’s Bondage, die im November 1942 in Weird Tales erschien. In den folgenden Jahren schrieb er eine Reihe von Kurzgeschichten, die in den Pulp-Magazinen der 1950er und 1960er Jahre erschienen, darunter in Amazing Stories, Astounding Science Fiction, Fantastic und Thrilling Wonder Tales. Sein einziger Roman The Scarlet Saint erschien in vier Teilen in Amazing Stories 1956. 1957 erschien eine stark gekürzte Buchfassung unter dem Titel Conquest of Earth. Eine E-Book-Neuausgabe des vollständigen Textes erschien 2016 als Teil des Golden Age of Weird Fiction Megapacks.
1950 und 1951 erschienen 5 Ausgaben des von ihm herausgegebenen Fanzines The Nekromantikon: The Amateur Magazine of Weird and Fantasy, dem die Encyclopedia of Science Fiction professionelle Qualität bescheinigte. Außerdem schrieb er Beiträge für eine Reihe anderer Fanzines.
Darüber hinaus verfasste er eine Reihe von Sachbüchern und Ratgebern hauptsächlich zu Buchbinderei und Drucktechniken und übersetzte mehrere Sachbücher aus dem Deutschen und Französischen.

## Werke
Eloraspon (Kurzgeschichten)
- 1 Magnanthropus (2 Teile in: Fantastic Stories of Imagination, September 1961 ff.)
  - Deutsch: Wenn Welten sich begegnen… Moewig (Terra #424), 1965.
- 2 Seed of Eloraspon (2 Teile in: Fantastic Stories of Imagination, October 1964 ff.)

Romane
- Egoboo: A Fantasy Satire (1950, Kurzroman)
- A Gift from Earth (Kurzroman in: Galaxy Science Fiction, August 1955)
- The Scarlet Saint (4 Teile in: Amazing Stories, January 1956 ff.; auch: Conquest of Earth, 1957)

Sammlung
- 7 The Golden Age of Weird Fiction Megapack: Volume 7 (2016)

Kurzgeschichten
1942:
- Satan’s Bondage (in: Weird Tales, September 1942)
- Beyond (in: The Acolyte, #2, Winter 1942)

1943:
- Cursed Awakening (in: Weird Tales, September 1943)

1944:
- The House at the End of the Road (in: The Acolyte, Spring 1944)

1945:
- Devil Dog (in: Weird Tales, July 1945; auch: Devil Dog [2], 2012)

1946:
- Six Flights to Terror (in: Weird Tales, September 1946)

1947:
- Loup-Garou (in: Weird Tales, May 1947)
- Eena (in: Weird Tales, September 1947)

1950:
- Cry Wolf! (in: The Nekromantikon, Spring 1950)
- The Green Thing (in: The Nekromantikon, Spring 1950)
- Fen-Wer (in: The Nekromantikon, Summer 1950)
- You Who Have Slain Me— (1950, in: The Nekromantikon, Winter 1950-1951)
- Official Report (in: Slant, Autumn 1950)

1951:
- A Matter of Talents (in: Slant, Winter 1951)

1954:
- Song in the Thicket (in: Weird Tales, May 1954)
- Room Without Windows (in: Beyond Fantasy Fiction, September 1954)
- A Matter of Monsters (in: Astounding Science Fiction, November 1954)

1957:
- The Great Illusion (in: Super Science-Fiction, February 1957)
- Psi for Survival (in: Saturn, July 1957)
- Escape to Earth (in: Science Fiction Quarterly, November 1957)
  - Deutsch: Flucht zur Erde. In: Flucht zur Erde. Moewig (Terra #452), 1966.
- Quest (in: Science Fiction Stories, November 1957)

2016:
- The Haunt (2016, in: The Second Haunts & Horrors Megapack)
- Fear (2016, in: Manly Banister: The Golden Age of Weird Fiction Megapack: Volume 7)

Sachliteratur
- Pictorial Manual of Bookbinding (1958)
- Etching and Other Intaglio Techniques (1969)
- Prints From Linoblocks and Woodcuts (1971)
- Making Picture Frames (1973)
- Lithographic Prints From Stone and Plate (1974)
- Bookbinding as a Handcraft (1975, Neuausgabe als: The Craft of Bookbinding, 1993)
- Wood Block Cutting and Printing (1976)
- Practical Guide to Etching and Other Intaglio Printmaking Techniques (1986)
- Making Picture Frames in Wood (1982)